# Аскаров, Ахмадали Аскарович
Ахмадали Аскарович Аскаров (узб. Ahmadali Askarovich Askarov; 25 сентября 1935, кишлак Учтепа, Наманганская область) — советский узбекский археолог, историк; доктор исторических наук (1977), профессор; академик Академии наук Узбекистана.

## Биография
Ахмадали Аскаров родился в 1935 году в кишлаке Учтепа (узб. три холма) Нарынского района Наманганской области Узбекской ССР. В 1952 году поступил на исторический факультет Ташкентского государственного педагогического института имени Низами, который окончил в 1957 году. Работал учителем в средней школе. В 1958 году поступил в аспирантуру Ленинградского отделения института археологии АН СССР (ЛОИА) (научный руководитель — известный историк и археолог М. П. Грязнов).
С 1970 по 1987 годы — директор Института археологии Академии наук Узбекской ССР.
Народный депутат Узбекистана (1990—1995).

## Научная деятельность
Основные труды — по археологии древней Средней Азии, истории, культуре узбеков и Узбекистана. 24 сентября 1987 г. избран действительным членом Академии наук Узбекской ССР.

### Избранные труды
- Алексеев В. П., Аскаров А. А., Ходжайов Т. К. Историческая антропология Средней Азии : (Палеолит — эпоха античности). — Ташкент: Фан, 1990. — 276 с. — 600 экз. — ISBN 5-648-00413-3.
- Аскаров А. А. Бронзовый век Южного Узбекистана. (К проблеме развития локальных очагов древновост. цивилизации) : Автореф. дис. … д-ра ист. наук. — М., 1976. — 44 с.
- Аскаров А. А. Джаркутан : (К пробл. протогор. цивилизации на юге Узбекистана). — Ташкент: Фан, 1983. — 120 с. — 2500 экз.
- Аскаров А. А. Древнеземледельческая культура эпохи бронзы юга Узбекистана. — Ташкент: Фан, 1977. — 231 с. — 1000 экз.
- Аскаров А. А. Поселение Кучуктепа. — Ташкент: Фан, 1979. — 112 с. — 1000 экз.
- Аскаров А. А., Буряков Ю. Ф., Квирквелия О. Р., Радилиловский В. В. Теоретические и методологические проблемы исследования в археологии. — Ташкент: Фан, 1988. — 200 с. — 1000 экз. — ISBN 5-648-00161-4.

## Награды и признание
- Заслуженный деятель науки Узбекистана.
- Заслуженный наставник молодёжи Узбекистана (2023)[2].